# Urostachys spongiosus
Urostachys spongiosus là một loài thực vật có mạch trong Họ Thạch tùng. Loài này được (Nessel) Herter miêu tả khoa học đầu tiên năm 1949.